# Anabarhynchus acuminatus
Anabarhynchus acuminatus är en tvåvingeart som beskrevs av Lyneborg 1992. Anabarhynchus acuminatus ingår i släktet Anabarhynchus och familjen stilettflugor. Inga underarter finns listade i Catalogue of Life.